# Blanca Andreu
Blanca Andreu (la Corunya, 4 d'agost de 1959) és una poeta espanyola de la generació dels postnovísimos.

## Biografia
Va passar la seva infància i adolescència a Oriola, on residia la seva família paterna. Estudiant en el Col·legi Jesús María de San Agustín (Oriola), va obtenir en 1973 el premi de relat curt en el Concurs Joves Talents de Coca Cola.
El 1980 va aconseguir el Premi Adonáis de poesia amb el llibre De una niña de provincias que se vino a vivir en un Chagall, obra de llenguatge surrealista i que és considerada com el punt de partida de la generació postnovísima. Posteriorment, ha publicat diversos poemaris més en els quals s'ha anat allunyant del surrealisme de la seva primera obra.
El 1985 va contreure matrimoni amb el novel·lista Juan Benet, que va morir el 1993.
Els temes principals en la seva obra són l'amor, la infantesa i el pas del temps. Encara que les seves quatre primeres obres les va escriure durant moments de dolor, la poetessa ha declarat que li ha servit per evolucionar cap a una nova etapa en la qual la seva tendència ha estat escriure una poesia més senzilla i profunda.
La seva ruptura amb els novísimos no respon a un enfrontament generacional, cosa que coincideix amb altres autores de la poesia espanyola contemporània de la dècada de 1980 i 1990 com Luisa Castro, Almudena Guzmán o Ana Merino. En certa forma, Blanca Andreu avança algunes de les característiques del que serà aquest grup de poetesses indiferents a les famílies literàries, característiques com són la cura formal, l'absència de referències socials i la disparitat d'influències fins i tot en un mateix autor.

## Obres
Andreu ha publicat les següents obres:
- De una niña de provincias que se vino a vivir en un Chagall, Madrid, Rialp, col·lecció Adonáis, 1980
- Báculo de Babel, Madrid, Hiperión, 1982
- Capitán Elphistone, Madrid, Visor, 1988
- El sueño oscuro (recopilació en un volum de la poesia escrita entre 1980 i 1989), Madrid, Hiperión, 1994
- La tierra transparente, Madrid, Sial, 2002
- Los archivos griegos, Sevilla, Fundación José Manuel Lara, 2010

## Reconeixements
Per la seva obra ha obtingut nombrosos premis, com:
- Premi Adonáis de poesia el 1980.
- Premi de Contes Gabriel Miró el 1981.
- Premi Mundial de Poesia Mística, Fernando Rielo el 1982.
- Premi Ícaro de literatura el 1982.
- Premi Internacional de Poesia Laureà Mela el 2001.